# Рольф Штрукмаєр
Рольф Штрукмаєр (нім. Rolf Struckmeier; 27 липня 1916, Обернкірхен — ?) — німецький офіцер-підводник, капітан-лейтенант крігсмаріне. Кавалер Німецького хреста в золоті.

## Біографія
5 квітня 1935 року вступив на флот. З вересня 1939 року лужив на важкому крейсері «Адмірал Гіппер». В квітні 1940 року перейшов в 1-шу флотилію торпедних катерів. В жовтні 1940 року перейшов в підводний флот. В березні 1941 року направлений на вивчення будови нового підводного човна U-205. В травні-грудні 1941 року — 1-й вахтовий офіцер U-205, взяв участь в трьох походах (разом 79 днів у морі). В грудні 1941 року направлений на будівництво U-608, а 5 лютого 1942 року призначений його командиром. Здійснив 5 походів (289 днів у морі), під час яких потопив 5 кораблів загальною водотоннажністю 35 830 тонн.
| Дата              | Назва корабля         | Тип                      | Тоннаж | Вантаж                                                                                              | Екіпаж | Загинули | Країна             | Конвой |
| ----------------- | --------------------- | ------------------------ | ------ | --------------------------------------------------------------------------------------------------- | ------ | -------- | ------------------ | ------ |
| 12 вересня 1942   | Hektoria              | Китобійна база           | 13,797 | Баласт                                                                                              | 86     | 1        | Британська імперія | ON-127 |
| 12 вересня 1942   | Empire Moonbeam       | Торговий пароплав        | 6,849  | Баласт                                                                                              | 55     | 3        | Британська імперія | ON-127 |
| 16 листопада 1942 | Irish Pine            | Торговий пароплав        | 5,621  | Баласт                                                                                              | 33     | 33       | Ірландія           |        |
| 8 лютого 1943     | Daghild               | Тепловий танкер          | 9,272  | 13000 тонн дизельного пального і палубних вантажів (літаки, баржі і британський десантний корабель) | 39     | 0        | Норвегія           | SC-118 |
| 8 лютого 1943     | HMS LCT-2335 (вантаж) | Десантний корабель (LCT) | 291    | |        |          | Британська імперія | SC-118 |

12 січня 1944 року здав командування човном і був призначений навчальним офіцером 20-ї, в жовтні 1944 року — 26-ї, потім — 27-ї флотилії.
- Кандидат в офіцери (5 квітня 1935)
- Морський кадет (25 вересня 1935)
- Фенріх-цур-зее (1 квітня 1936)
- Оберфенріх-цур-зее (1 січня 1938)
- Лейтенант-цур-зее (1 квітня 1938)
- Оберлейтенант-цур-зее (1 жовтня 1939)
- Капітан-лейтенант (1 листопада 1942)

## Нагороди
- Медаль «За вислугу років у Вермахті» 4-го класу (4 роки)
- Нагрудний знак мінних тральщиків (1940)
- Залізний хрест
  - 2-го класу (1940)
  - 1-го класу (26 вересня 1942)
- Нагрудний знак підводника (2 жовтня 1941)
- Нагрудний знак флоту (1 лютого 1943)
- Німецький хрест в золоті (17 грудня 1943)
- Фронтова планка підводника в бронзі (1944)
- Хрест Воєнних заслуг 2-го класу з мечами (1944)